# 太田真博
太田 真博（おおた まさひろ、1980年 - ）は、東京都出身の映画監督。

## 人物
私立開成高等学校卒業。主に短編映画の制作に関わり、2010年11月には監督した作品が山形国際ムービーフェスティバルのグランプリを受賞した。

## 逮捕
2011年、知人女性のメールアドレスを無断で使用して電子メールを送信したとして、不正アクセス禁止法違反容疑などで警視庁ハイテク犯罪対策総合センターに逮捕された。

## 監督作品
- 「笑え」（2008年）主演：滝藤賢一
- 「狐に小豆飯」（2008年）主演：近江谷太朗
- 「ドリブラー」（2009年）主演：滝藤賢一
- 「LADY GO」（2010年）山形国際ムービーフェスティバル2010 グランプリ
- 「エス」（2024年）

### TVCM
- 「コスモ石油「野口健講演会」（2007年）
- 「コスモ石油「クリーン・キャンペーン2008」篇、同「富士山クラブ」篇」（2008年）

### 舞台
- 『三十歳のほとんど』（2013年）